# شريان أبهري رئوي جانبي رئيسي
شريان أبهري رئوي جانبي رئيسي (بالإنجليزية: Major aortopulmonary collateral artery)‏‏ هو شريان يتفرعُ من جذع رئوي.

## مساره
تطور الشرايين الرئيسية الشبكية الأبهرية الكبرى في وقت مبكر من الحياة الجنينية ولكنها تنحسر مع تطوير الشرايين الرئوية العادية (الأوعية التي ستوفر الدم غير المؤكسج للرئتين). في حالات معينة من أمراض القلب، لا تتطور الشرايين الرئوية. تستمر الشرايين الشبكية في النمو ويمكن أن تصبح الوسيلة الرئيسية لتوريد الدم إلى الرئتين.

شرايين القلب الرئيسية

الشرايين الرئوية تخرج من الجانب الأيمن من القلب وتحمل عادة الدم غير المؤكسج من الجسم. تحمل هذه الشرايين الشبكية الدم المؤكسج بالفعل من الرئتين، لذلك فهي أقل فائدة في مساعدة الجسم على الحصول على الأكسجين.